# Lưu Phần (nhà Đường)
Lưu Phần (chữ Hán: 刘蕡, ? – ?), tự Khứ Hoa, người Xương Bình, U Châu , danh sĩ ở giai đoạn trung kỳ đời Đường.

## Cuộc đời
Phần ngụ cư ở khoảng Biện, Lương; ông học rộng, giỏi Thuộc văn và làu thông Tả thị Xuân thu. Phần cùng bằng hữu kết giao, giỏi nói chuyện hưng vong đời xưa, ưa bàn luận sách lược vương bá, tính thâm trầm có mưu, chính trực ghét ác. Nhắc đến tình hình đương thời, Phần tỏ ra hăng hái muốn giúp đời, bồn chồn muốn trừ gian.
Từ cuối thời Đường Hiến Tông về sau, quyền thế của hoạn quan ngày một lớn: trong cung khống chế hoàng đế, ngoài triều bức hiếp quần thần. Khi Phần vẫn còn ở nhà tranh, luôn cảm thấy đau lòng và giận dữ. Năm Bảo Lịch thứ 2 (826) thời Đường Kính Tông, Phần đỗ tiến sĩ. Năm Thái Hòa thứ 2 (828) thời Đường Văn Tông, Phần tham dự khoa thi Hiền lương phương chánh năng trực ngôn cực gián, dâng lên bài thi có hơn 6000 chữ, chỉ trích hoạn quan gây loạn chánh sự, lầm lỡ nước nhà, khuyến khích hoàng đế diệt trừ bọn họ; đời sau gọi là Đối hiền lương phương chánh trực ngôn cực gián sách (对贤良方正直言极谏策), được sử cũ chép lại toàn văn.
Khoa thi ấy lấy 22 người thi đỗ, trong đó có nhiều danh sĩ: Bùi Hưu, Lý Cáp, Lý Cam, Đỗ Mục, Mã Thực, Thôi Dư, Vương Thức, Thôi Thận,... đều được trừ quan chức. Khảo sách quan (tức là giám khảo) là Tả tán kỵ thường thị Phùng Túc, Thái Thường thiếu khanh Giả Tốc, Khố bộ lang trung Bàng Nghiêm đọc bài của Phần thì thán phục, nhận xét ông chẳng kém gì Triều Thác, Đổng Trọng Thư đời Hán; nhưng họ sợ hoạn quan căm giận, nên không dám chọn bài của ông. Kẻ sĩ đọc bài của Phần, chẳng ai không rơi nước mắt, ngự sử liên kết dâng chương khen ông ngay thẳng. Lý Cáp nói: “Phần rớt mà tôi đỗ, sao có thể mặt dày như thế!?” rồi dâng sớ xin nhường quan chức của mình cho Phần, Đường Văn Tông không trả lời.
7 năm sau, sự biến Cam Lộ nổ ra (835), Lệnh Hồ Sở, Ngưu Tăng Nhụ trước sau bị đẩy ra khỏi triều đình, ở trấn đều vời Phần làm Tòng sự, thụ chức Bí thư lang, lấy lễ thầy trò mà đối đãi. Cựu thư và Tư trị thông giám cho biết Phần mất ở chức Sử phủ ngự sử; Tân thư và Đường giám (唐鑑) cho biết hoạn quan vẫn rất căm ghét Phần, vu cáo rồi biếm làm Liễu Châu tư hộ tham quân, cuối cùng ông mất ở chức vụ này. Thuyết sau đáng tin cậy hơn, vì nhà thơ cùng thời với Phần là Lý Thương Ẩn từng làm 3 bài thơ: Tặng Lưu tư hộ Phần (赠刘司户蕡), Khốc Lưu Phần (哭刘蕡) và Khốc Lưu tư hộ Phần (哭刘司户蕡).
Đến khi Chu Toàn Trung giết chết bọn Hàn Toàn Hối (902), Tả thập di La Cổn nhắc lại cố sự của Phần, Đường Chiêu Tông cảm động, tặng ông chức Tả gián nghị đại phu, cho con cháu làm quan.